# فيض الله (آبجدان)
فيض الله (بالفارسية: فیض‌الله) هي منطقة سكنية تقع في إيران في قسم آبجدان الريفي. يقدر عدد سكانها بـ 45 نسمة .